# Le Cercle des huit
Le Cercle des huit (titre original : The Basic Eight) est le premier roman de l'auteur américain Daniel Handler, paru en 1998. L'ouvrage, à destination des adolescents, utilise essentiellement des ressorts narratifs satiriques pour tourner en dérision la vie lycéenne américaine – l'intrigue se déroule dans un lycée. L'auteur moque avec un humour parfois noir les cours au lycée, les tests scolaires standardisés, mais aussi la peur exagérée des dérives sataniques ou encore les experts des émissions télévisées américaines.

## Intrigue
Flannery Culp est un élève de 4e année du cycle secondaire au lycée Roewer (Roewer High School) de San Francisco. Tout au long de l'année, elle note dans un journal les événements quotidiens de sa vie – ledit journal devient quelques années plus tard, après d'importantes corrections, le présent récit. La jeune lycéenne et quelques amis se définissent comme « The Basic Eight », un petit groupe fermé qui organise régulièrement des dîners et des garden-parties, tout en devant faire face aux difficultés de leur dernière année de lycée. L'intrigue débute avec les lettres que Flannery Culp écrit durant les vacances d'été au garçon dont elle est amoureuse, Adam. La conclusion voit les membres de « The Basic Eight » troublés par de sombres secrets révélés, de perturbantes découvertes et surtout un meurtre.

## Idée originale
Daniel Handler est diplômé du lycée Lowell à San Francisco ; son expérience de la vie lycéenne a inspiré l'intrigue de The Basic Eight. De nombreux personnages du roman sont inspirés – tant leur caractère que leur patronyme – des professeurs qu'a eu l'auteur à San Francisco. Nombre des lieux cités, à l'image du lac Merced, sont également réels.

## Réception critique
Selon Daniel Handler, le manuscrit a été refusé 37 fois par différents éditeurs avant d'être enfin publié, et encensé par la critique. Ainsi, pour The Guardian, ce roman « chic, intelligent et ringard » est à la fois « très drôle et très tranchant ». Pour le New York Post, il s'agit d'une « satire cinglante... avec un côté sombre totalement inattendu ».